# Aliyə Qarayeva
Aliyə Qarayeva; ros. Алия Гараева, Alija Garajewa (ur. 1 stycznia 1988 w Jekaterynburgu) – azerska gimnastyczka artystyczna, ośmiokrotna medalistka mistrzostw świata, mistrzyni Europy.
Największym jej osiągnięciem jest srebrny medal w mistrzostwach świata w 2009 roku w konkurencji ćwiczeń z piłką. Mistrzyni Europy w ćwiczeniach ze skakanką z 2007 roku oraz brązowa medalistka wieloboju indywidualnego mistrzostw Europy z Bremy w 2010 roku.